# SIC (포르투갈)
SIC(포르투갈어: Sociedade Independente de Comunicação 소시에다지 인데펜데인치 드 꼬무니카상[*])는 포르투갈의 텔레비전 채널이다.

## 주요 프로그램
- SIC 노치시아스(SIC Notícias)
- 에지사우 다 마니아(Edição da Manhã)
- 프리메이루 조르나우(Primeiro Jornal)
- 케리다스 마니아스(Queridas Manhãs)
- 조르나우 다 노이치(Jornal da Noite)